# 뜨거운 피
"뜨거운 피"는 2022년에 개봉한 대한민국의 영화이다.

## 출연
- 정우: 박희수 역
- 김갑수: 손 영감 역
- 최무성: 용강 역
- 지승현: 철진 역
- 이홍내: 아미 역
- 정호빈: 천달호 역
- 김종구: 남회장 역
- 허동원: 도다리 역
- 윤지혜: 인숙 역
- 이성우: 정배 역
- 정영주: 윤 마담 역
- 서정우: 땡철 역

## 수상 목록
- 2022년 제58회 백상예술대상 남자 신인연기상 (이홍내)